# نادي بيلا فيستا
بيلا فيستا فوتيبول كلوب هو فريق كرة قدم برازيلي من مدينة ساو غونسالو بولاية ريو دي جانيرو ، تأسس في 10 مايو 1977 في مدينة نيتيروي .